# Meagan Duhamel
Meagan Duhamel, född 8 december 1985, är en kanadensisk idrottare som tävlar i konståkning. Hon ingick i det kanadensiska lag som blev olympiska mästare i lagtävlingen vid olympiska vinterspelen 2018 i Pyeongchang i Sydkorea.
Duhamel deltog även vid olympiska vinterspelen 2014 där hon ingick i laget som vann olympiskt silver.